# آرچر (فلوریدا)
آرچر (به انگلیسی: Archer) شهری در شهرستان آلاچوا ایالت فلوریدا است که در سال ۱۸۵۰ بنیان‌گذاری شده‌است. این شهر طبق سرشماری سال ۲۰۱۰ میلادی، ۱٬۱۱۸ نفر جمعیت داشته و مساحت آن نیز ۶٫۲ کیلومتر مربع است.